# سام جيانكانا
سالفاتوري (بالإنجليزية: Sam Giancana)‏ «سام» جيانكانا (15 يونيو 1908 – حزيران / يونيه 19, 1975), هو أميريكي من آصول صقلية كان زعيم عصابات المافيا المنظمة في مدينة شيكاغو من 1957 إلى 1966. له ألقاب منها «موني» و «مومو» و «سام السيجار».

## النشأة
ولد سالفاتوري جيانكانا في منطقة الباتش في الجانب الغربي لمدينة شيكاغو لعائلة صقلية هاجرت من بارتانافي مقاطعة تراباني. والده آنطونينو (في وقت لاحق بسطت إلى أنطونيو) جيانكانا عمل في البيع بواسطة عربة دفع لفترة وجيزة ثم امتلك محلا لبيع المثلجات الإيطالية تم تفجيرلاحقا على ما يعتقد من قبل منافسين لابنه. [بحاجة لمصدر]

## تاريخه الجنائي
انضم سام جيانكانا إلى عصابة الـ 42، وهي عصابة شارع من الأحداث تعمل بآمرة السياسي جوزيف اسبوزيتو. (يعود اسم عصابة الـ42 إلى علي بابا و الـ40 حرامي. ظنوا أنهم أفضل منعم، فجعلوها 42.) سرعان ما صنع جيانكانا سمعة ممتازة كسائق هرب ماهر، وكقاتل لا شفقة لديه وصانع اموال. بعد مقتل اسبوزيتو الذي اعتقد ان اجيانكانا كان له يد في القتل، تحولت عصابة الـ42 بحكم الأمر الواقع امتدادا لعصابة شيكاغو الأوتفيت الذين كانوا حذرين في البداية من الـ 42، ظنا منهمأن العصابة كانت خرقاء.ولكن سمعة جيانكانا المكتسبة حققت له اعجاب زعماء الأوتفيت مثل مثل فرانك «المنفذ» نيتي، بول «النادل» ريكاو توني «جو باتر» أكاردو. اعتقل لأول مرة في عام 1925بتهمة سرقة السيارات. وسرعان ما تحول إلى قاتل مؤتمن. قبل سن الـ20 كان المشتبه به الرئيسي في تحقيقات ثلاثة عمليات قتل، لكنه لم يحاكم في أي منهم. خلال أواخر الثلاثينيات من القرن العشرين، أصبح جيانكانا أول آفراد الـ42 الذين انضموا شيكاغو أوتفيت. من الأربعينيات وختى أوائل الخمسنيات، سيطر على معظم ألعاب القمار الغير مشروعة، وعلى أعمال توزيع الخمور وأعمال سياسية عديدة في مضارب لويزيانا عبر صديقه الهول كيليان الذي كان يسيطر على الأغلبية العظمى من إصدارات تراخيص العخمور لعلاقته الطويلة مع كارلوس مارسيلو رجل الأعمال في نيو أورلينز. [بحاجة لمصدر]

## وصلات خارجية
- محفوظات سام جيانكانا
- سام جيانكانا في موسوعة بريتانيكا
- ملف الأف بي أي حول سام جيانكانا
- اغتنام ليلة: سام «مومو» جيانكانا
- سام جيانكانا على موقع فايند أغريف